# サルカンニエミ
サルカンニエミ（フィンランド語: Särkänniemi）またはサルカンニエミ・アドベンチャーパーク（フィンランド語: Särkänniemen Elämyspuisto）は、フィンランドのタンペレにあるレジャー施設であり、同市の観光地の1つである。サルカンニエミ・テーマパーク（英: Särkänniemi Theme Park）、サルカンニエミ遊園地（英: Särkänniemi Amusement Park）とも呼ばれる。「サルカンニエミ」は、「サルカニエミ」とも表記される。
遊園地、水族館、展望タワー、動物園、プラネタリウムなどから構成される。ナシヤルヴィ湖に突き出した半島に造られている。住所は、Laiturikatu 1である。

## 概要
遊園地 (Särkänniemen huvipuisto) は、観光企業の Tampereen Särkänniemi Oy（英: Tampereen Särkänniemi Ltd）によって建設されたもので、ジェットコースターの Tornado や Hype の他に、MotoGee や Take Off、X などがある。プラネタリウム (fi:Särkänniemen planetaario) は、139の座席数を有し、フィンランド語や英語の他、スウェーデン語やロシア語に対応している。ナシンネウラ展望タワー (en:Näsinneula) は、168メートルの高さをもち、地上124メートルの地点に位置する「レストラン ナシンネウラ」は、およそ45分間かけて一周する回転レストランとなっている。
水族館 (fi:Särkänniemen akvaario) では、ピラニアの餌やりショーなどが行われている。スーパーパーク (SuperPark) は、イルカの水族館を改修して造られた屋内施設であり、スケート施設やトランポリンなどがある。動物園 Koiramäki（英: Doghill）は、絵本作家マウリ・クンナスによる作品のキャラクターをテーマに展開されているもので、ブタ、ウシ、ロバ、アルパカ、ヤギなどが飼育されている。

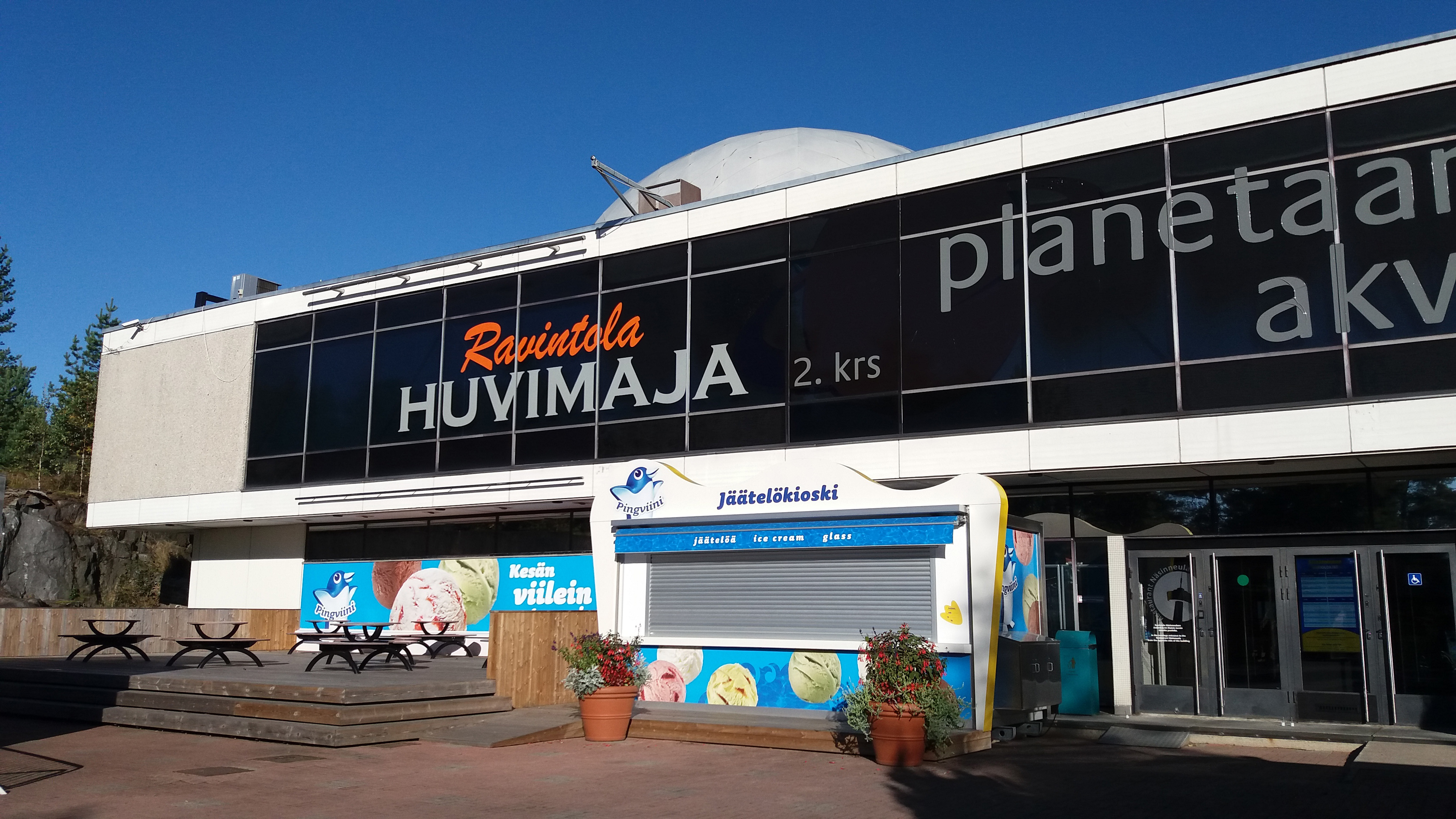
プラネタリウム
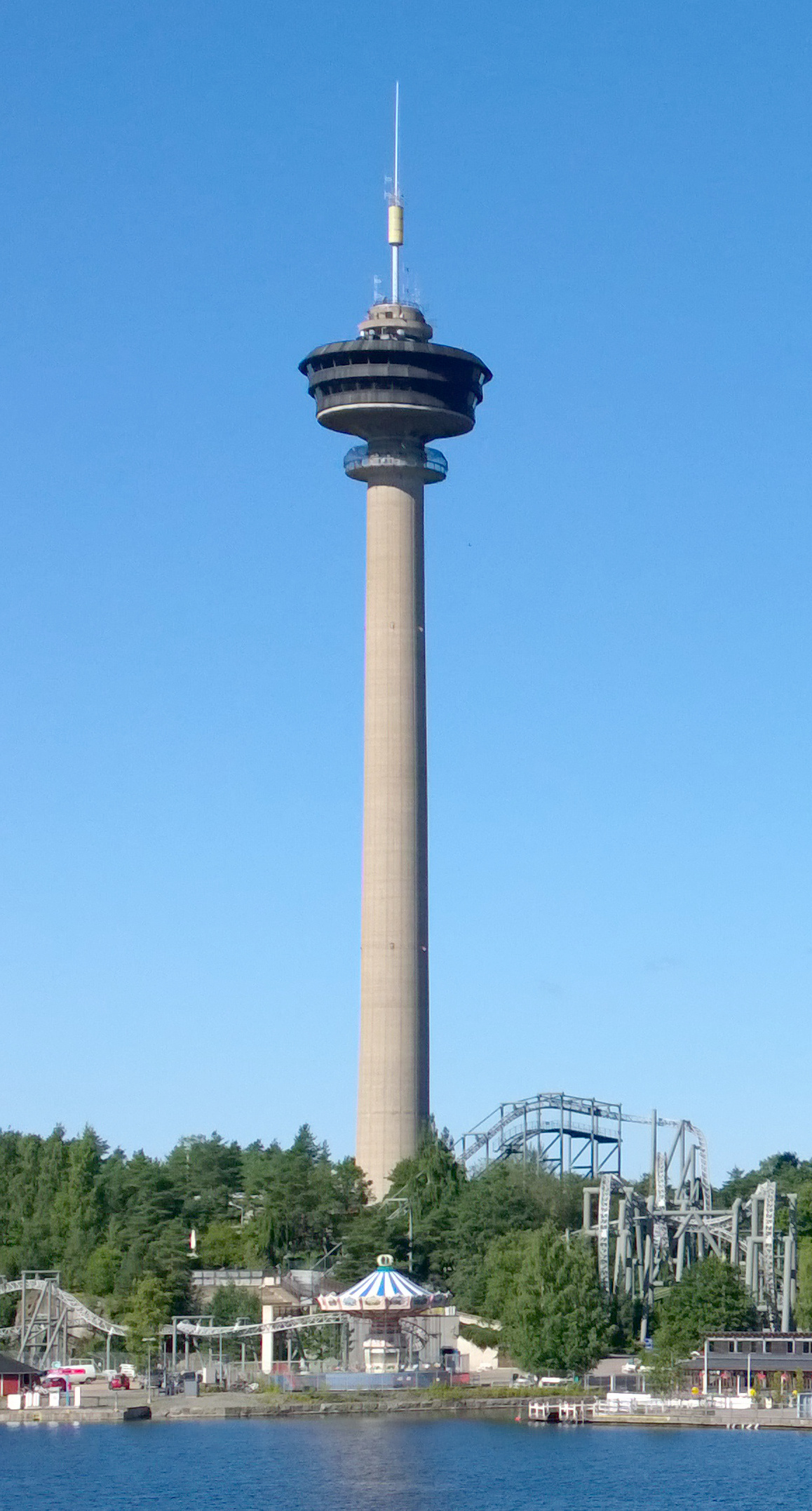
ナシンネウラ展望タワー
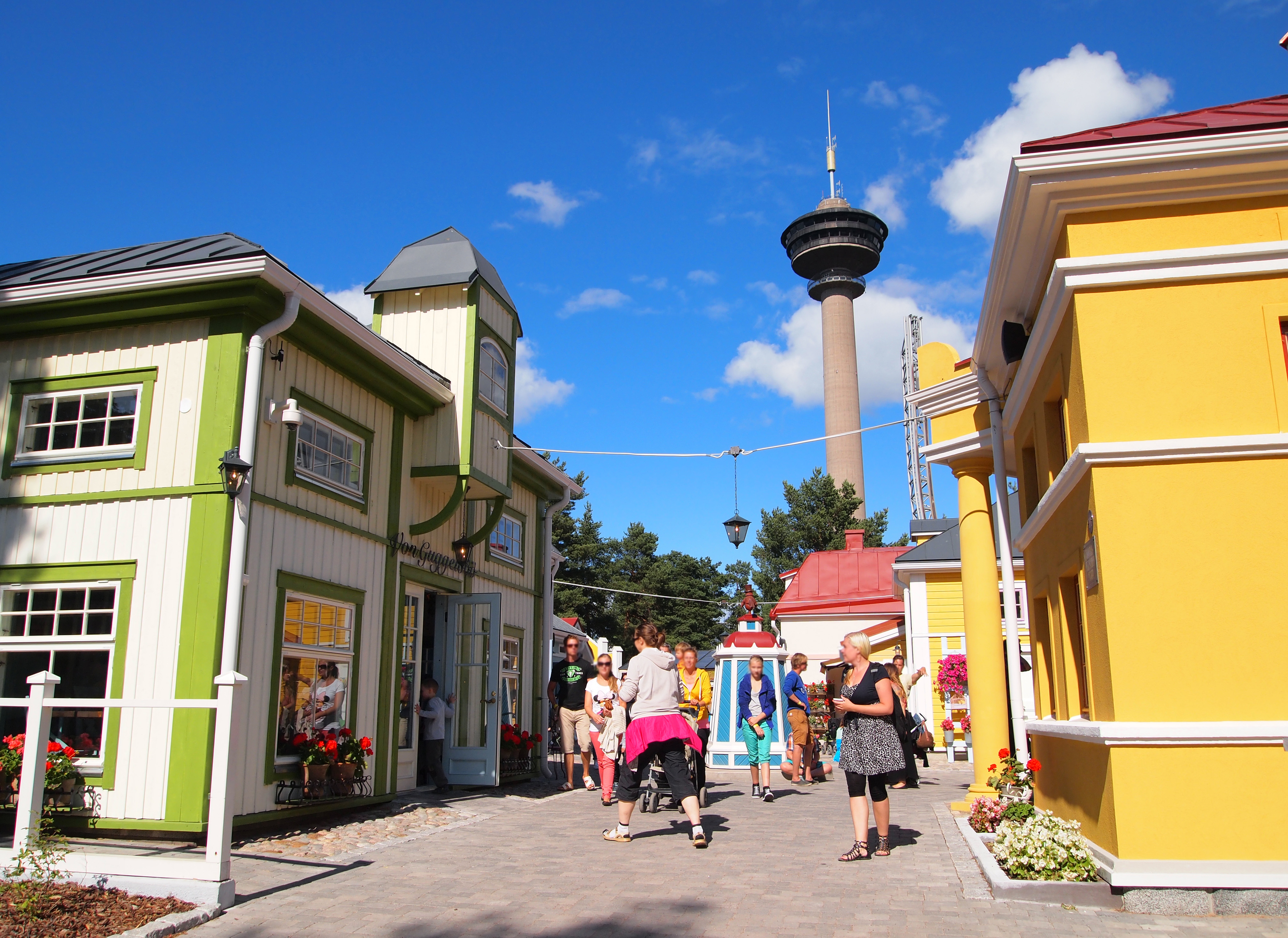
Koiramäki

## 歴史
1966年、Tampereen Särkänniemi Oy が設立される。1969年4月25日、プラネタリウムおよび水族館が開設される。1971年、ナシンネウラ展望タワーが開設される。1974年、トロイカが開設される。1975年、遊園地が開設される。1981年、Kantti X Kantti が開設される。2001年、Tornado が開設される。
2012年、モバイルゲーム「アングリーバード」をテーマにした乗り物や遊具などがあるアングリーバードランドが開設される。2013年、Koiramäki が開設される。2016年、スーパーパークが開設される。2017年、ジェットコースター Hype が開設される。2019年、BOOM が開設される。

## アトラクション

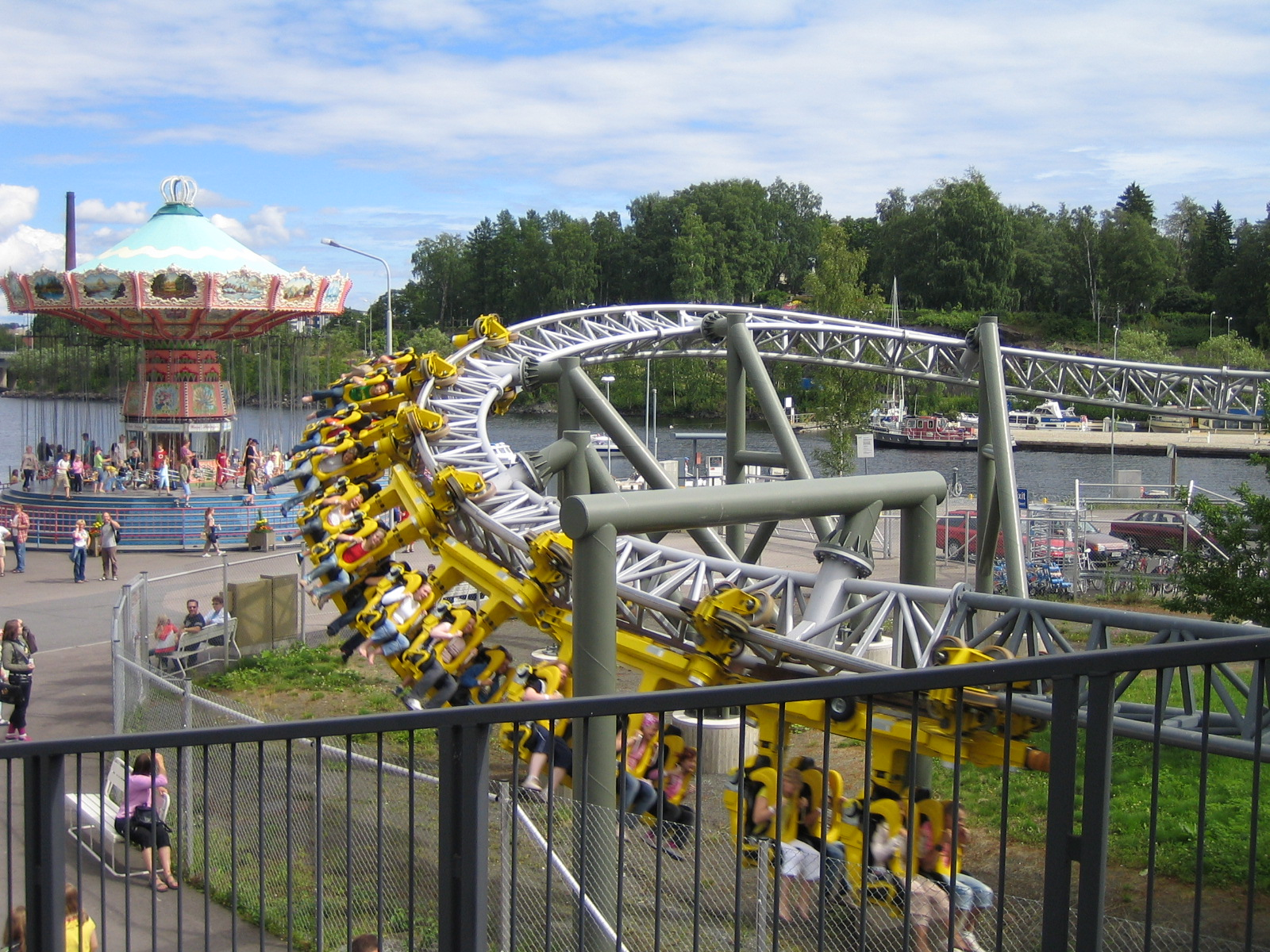
Tornado
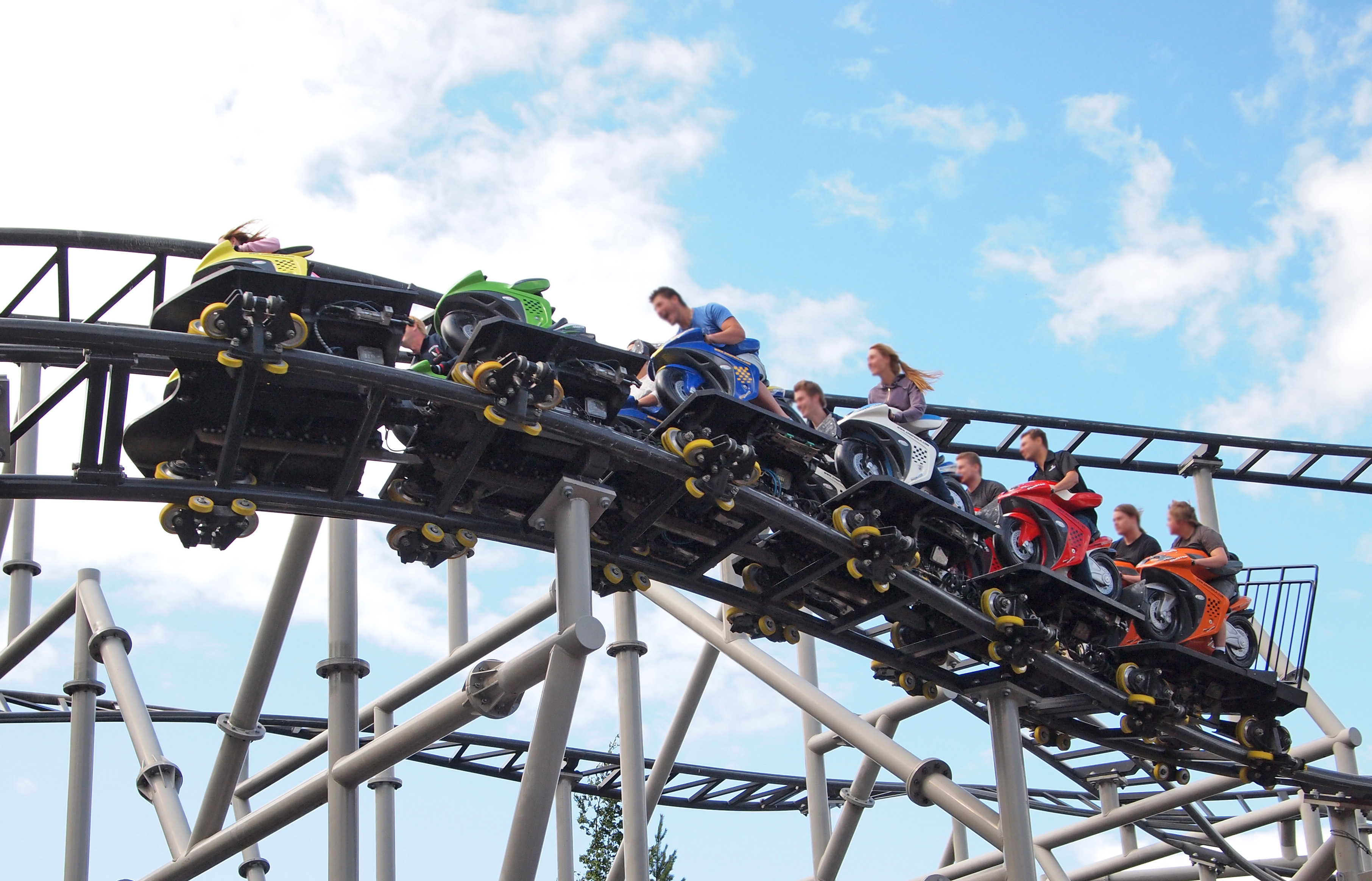
MotoGee
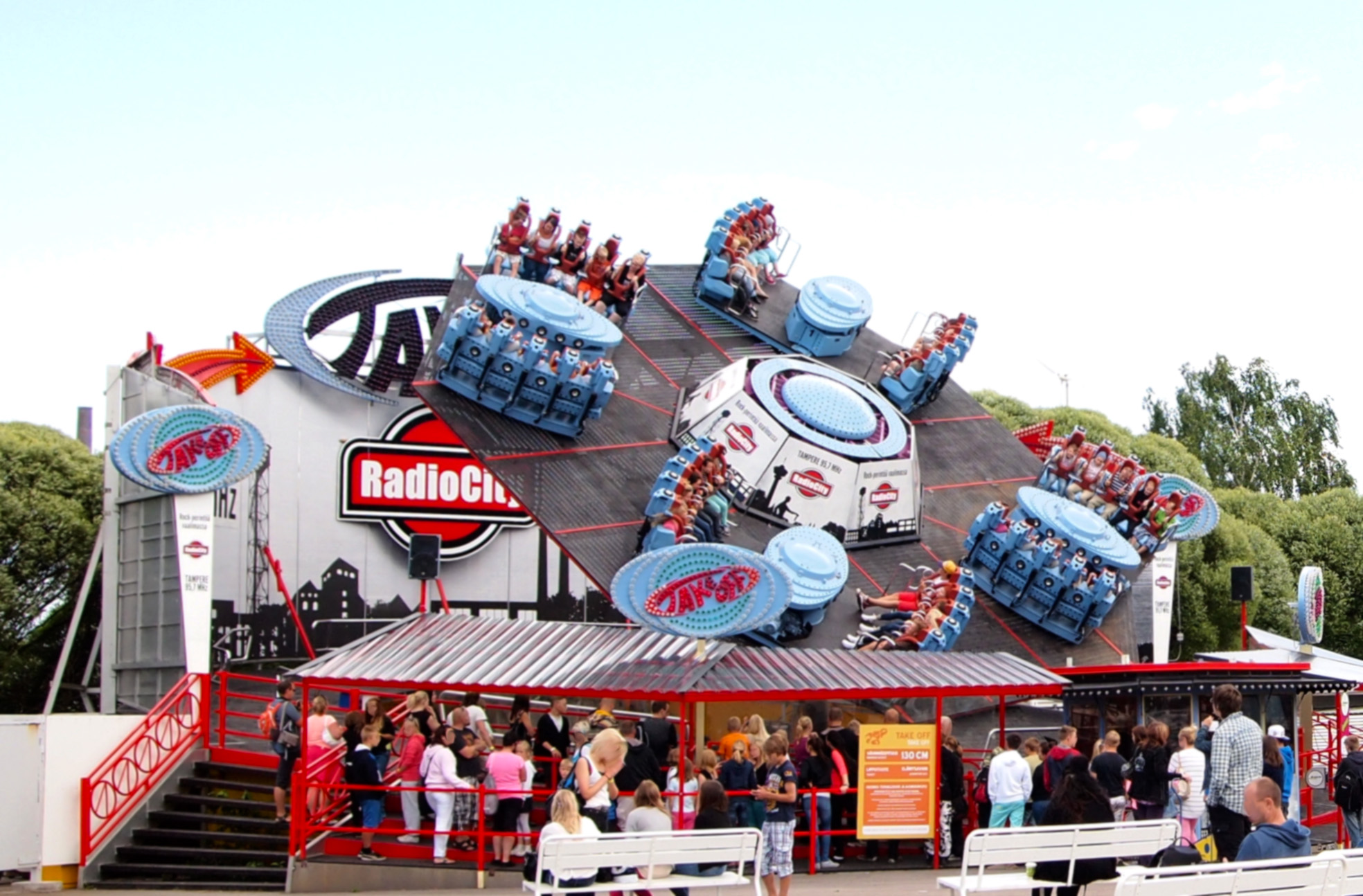
Take Off
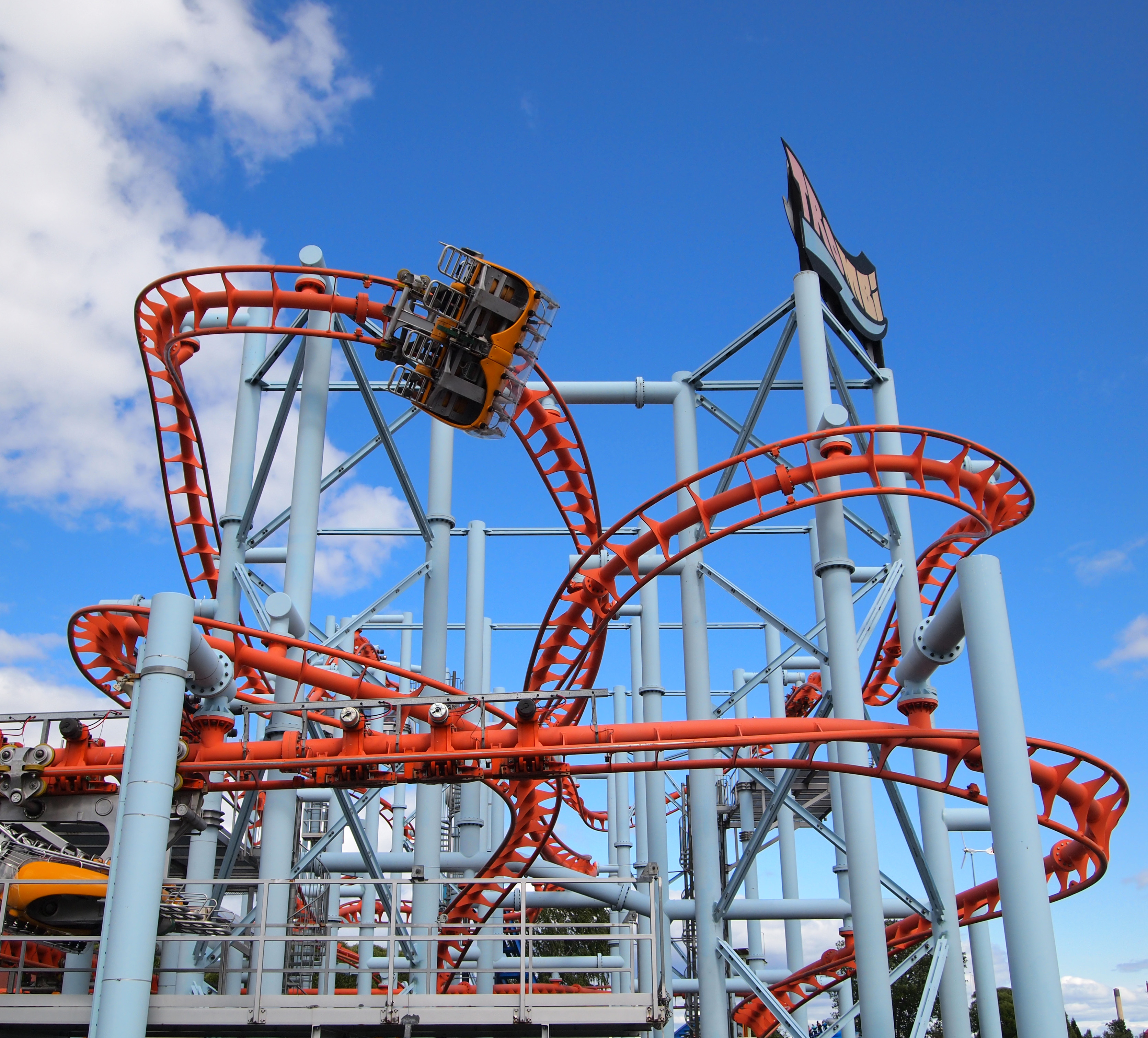
Trombi
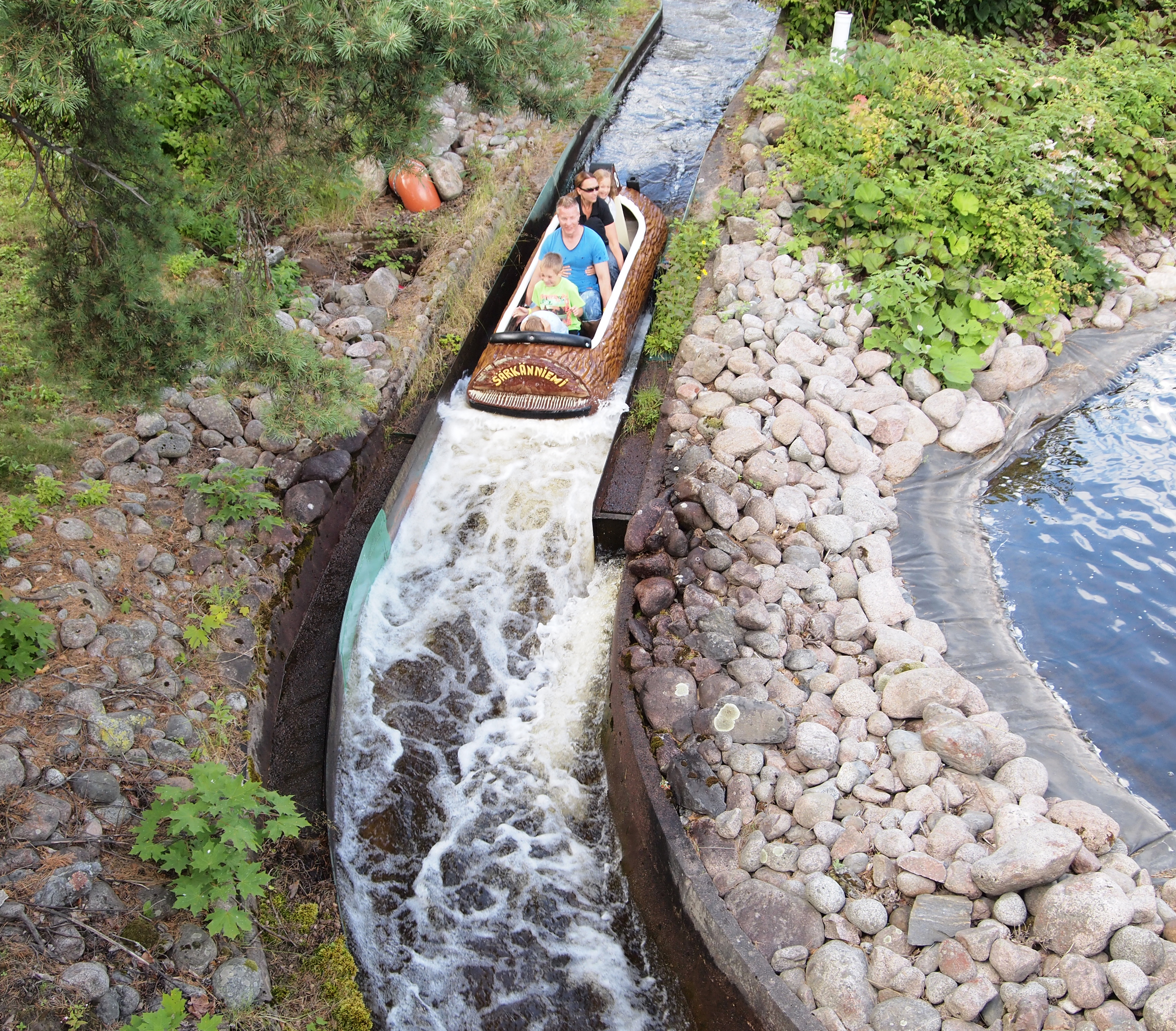
Tukkijoki
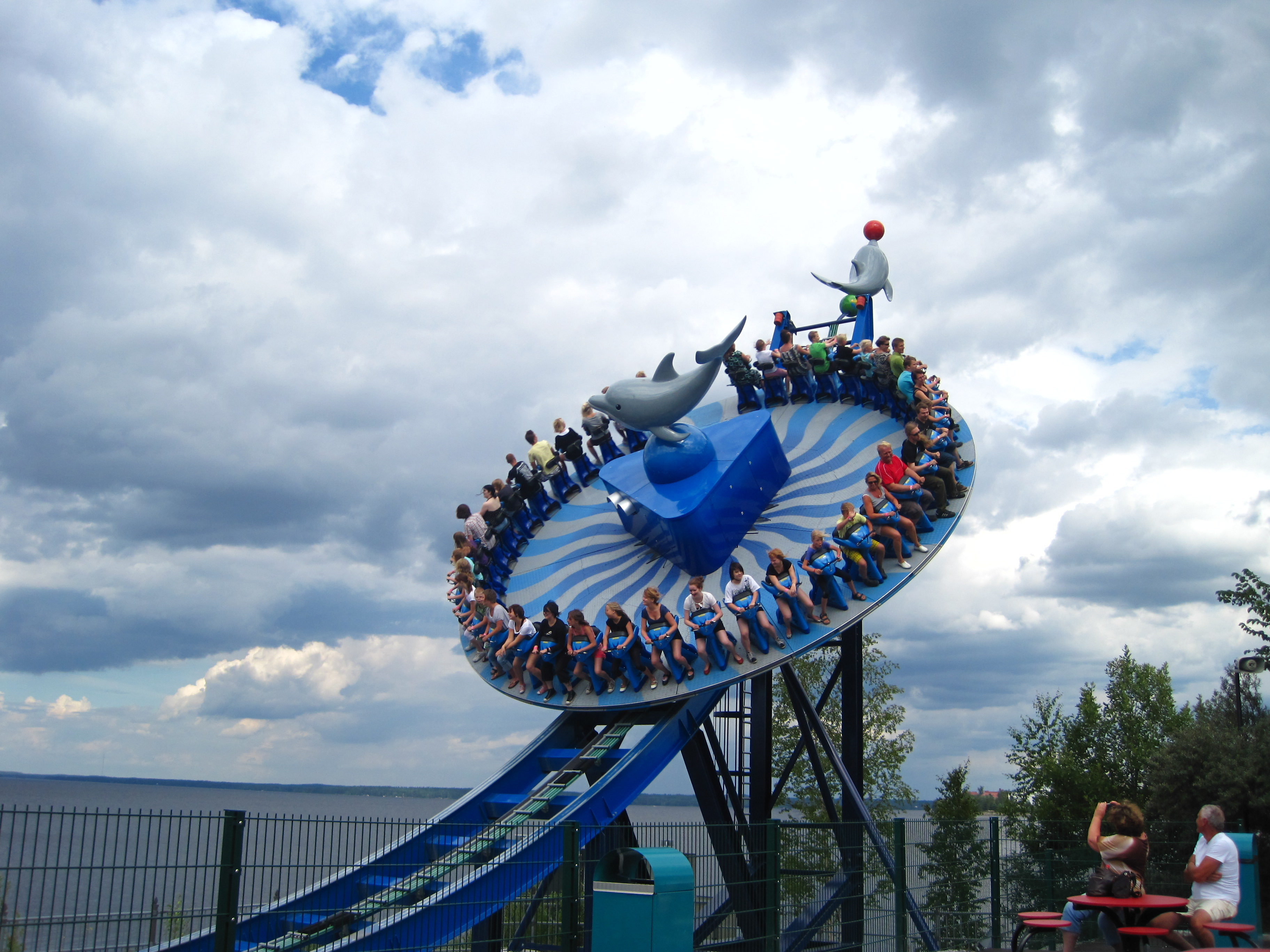
Tyrsky
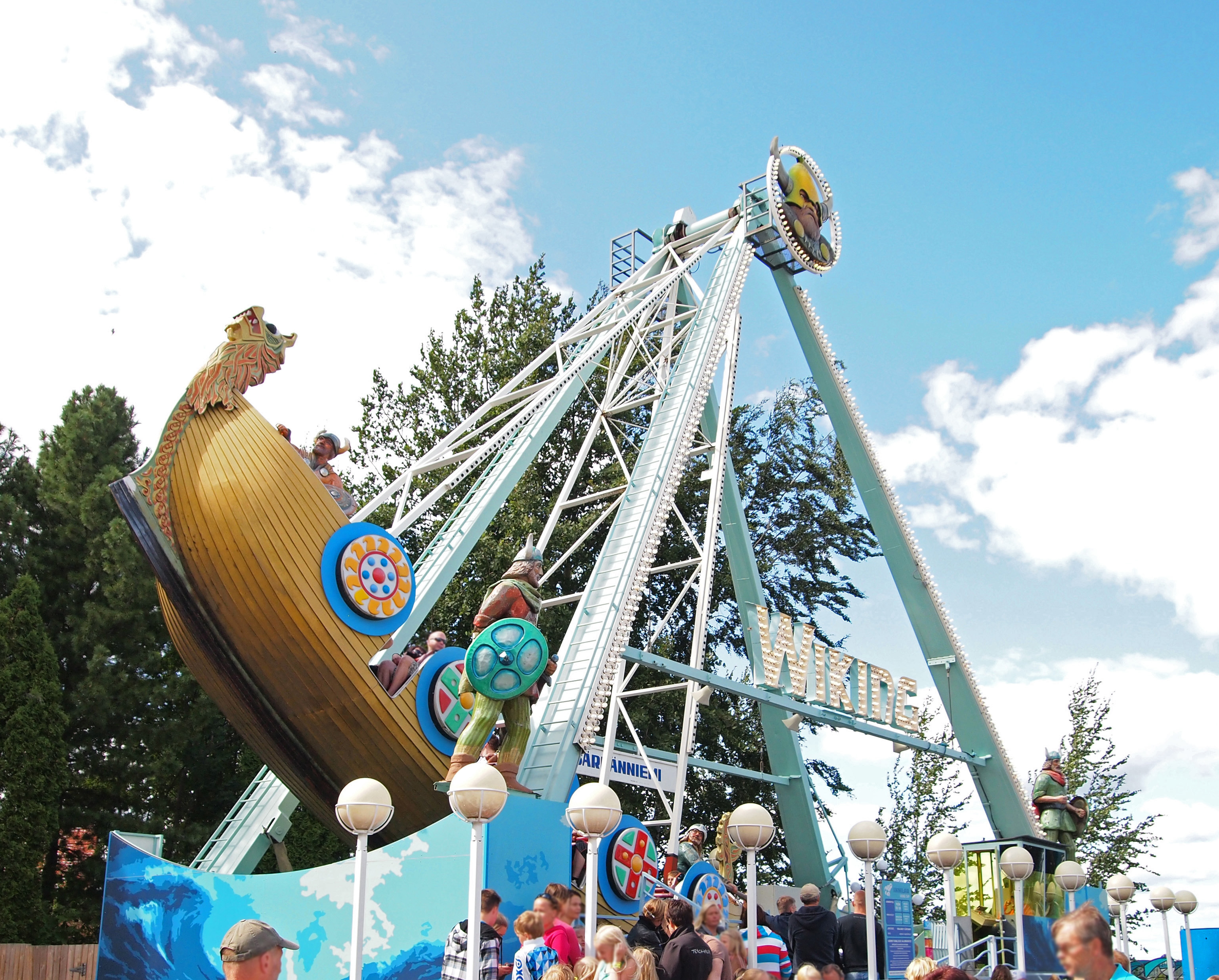
Viikinkilaiva
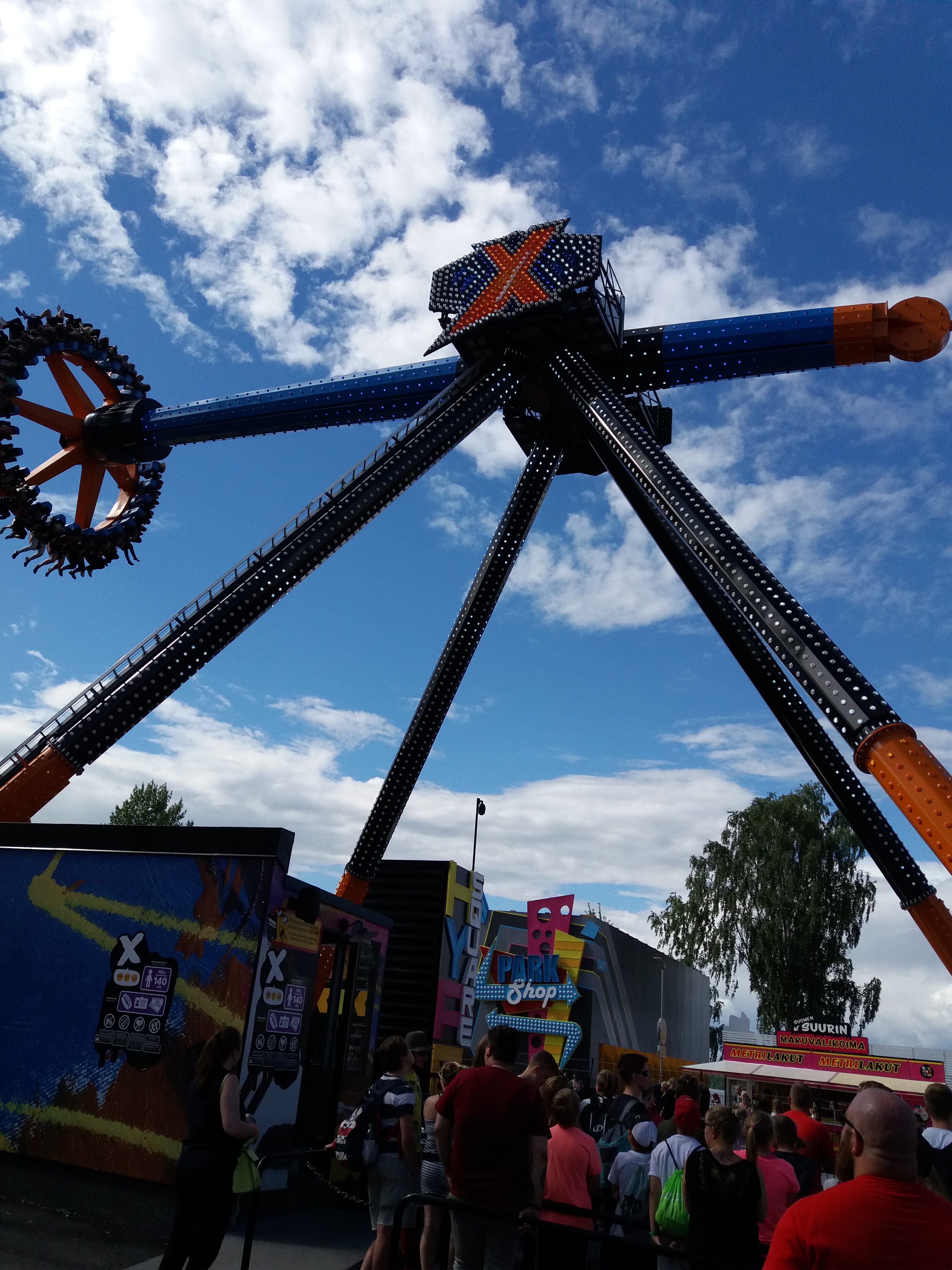
X
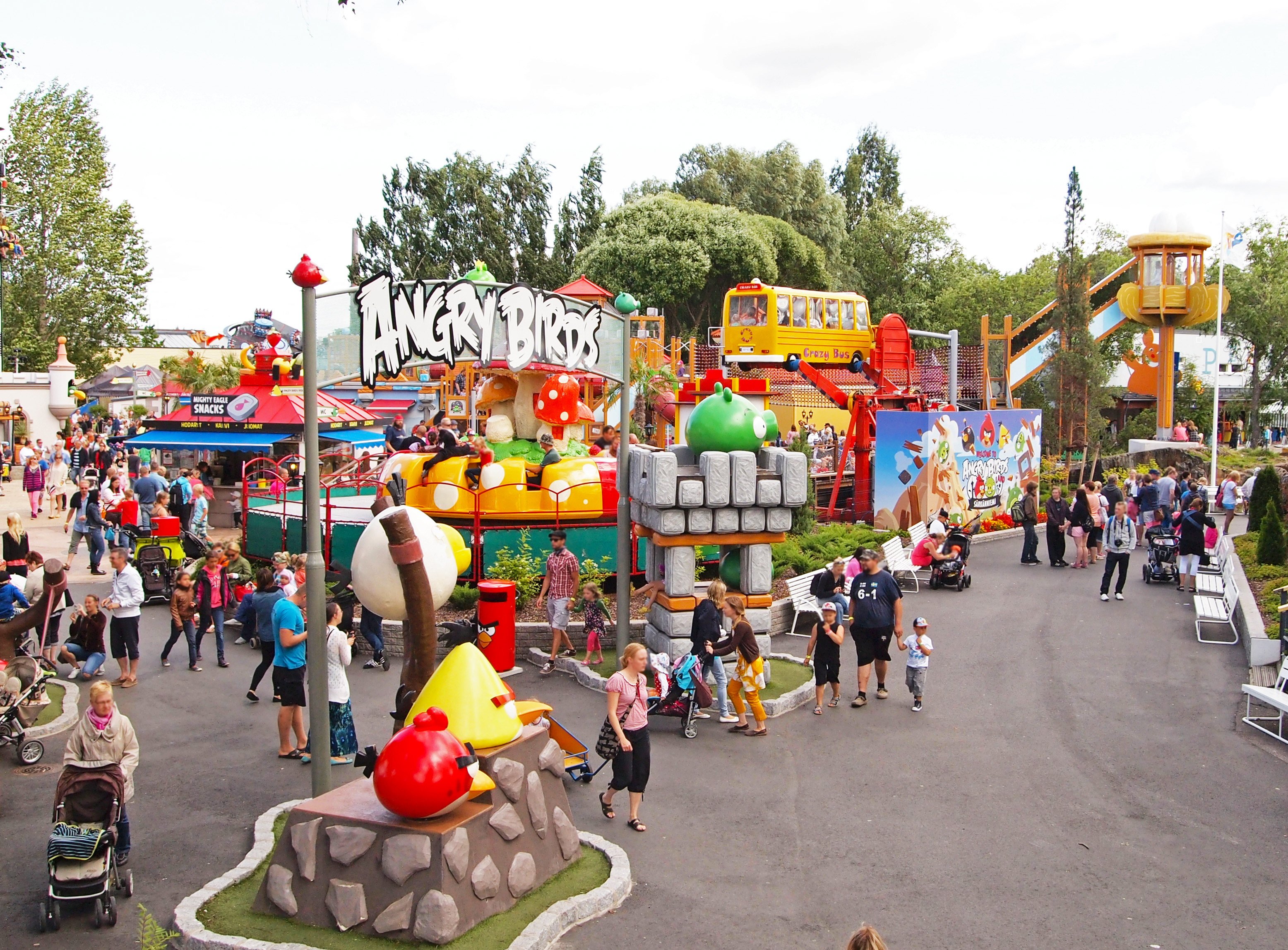
アングリーバードランド